# The Revolutionary Army of the Infant Jesus
The Revolutionary Army of the Infant Jesus (aussi abrégé RAIJ) est un groupe britannique de néofolk, originaire de Liverpool, en Angleterre, actif entre 1987 et 1995.

## Histoire
Avec une musique à la fois folk, rituelle, psychédélique, celte et expérimentale, le groupe peut être rapproché de Current 93 ou de Dead Can Dance. Il fait partie des précurseurs du mouvement néofolk au milieu des années 1980. Le nom du groupe est tiré du groupe terroriste du film Cet obscur objet du désir de Luis Buñuel,. En concert, le groupe utilise des clips multimédias et de films comme ceux d'Andreï Tarkovski durant leurs performances, et pendant les mouvements rituels.
Leurs deux premiers albums - The Gift of Tears (1987) et Mirror (1990) - sont publiés au label Probe Plus, en plus des deux EP, La Liturgie pour La fin du temps (1994) et Paradis (1995). Après une longue pause, les albums du groupe sont réédités en 2013 dans une collection intitulée After the End, qui est sortie sur le label français Infrastition. Le groupe sort un nouvel album intitulé Beauty Will Save the World en 2015 chez Occultation Recordings. The Gift of Tears et Mirror sont aussi réédités en 2015 et 2017, respectivement.

## Discographie

### Albums studio
- 1987 : The Gift of Tears (Probe Plus)
- 1990 : Mirror (Probe Plus)[5]
- 2015 : Beauty Will Save the World (Occultation Recordings)

### EP
- 1994 : La Liturgie pour la fin du temps (Probe Plus)
- 1995 : Paradis (Apocalyptic Vision)

### Compilations
- 1994 : The Gift of Tears / Mirror / La Liturgie Pour La Fin Du Temps (Apocalyptic Vision)
- 2013 : After the End (Infrastition)